# Museu da Ruralidade
O Museu da Ruralidade, oficialmente conhecido como Núcleo da Oralidade do Museu da Ruralidade, é um espaço cultural na vila de Entradas, no Município de Castro Verde, em Portugal. Foi inaugurado em 29 de Julho de 2011.

## Descrição
O Museu da Ruralidade está instalado numa antiga casa agrícola, conhecida como Casa da Leda, com cerca de 500 m², situada na Rua de Santa Madalena, no centro da vila de Entradas.
Destina-se à divulgação do património etnológico da região alentejana conhecida como Campo Branco, situada entre as serras do Algarve e a zona dos barros de Beja. Este museu tem uma área com cerca de 500 m², com três espaços expositivos: no primeiro estão preservadas várias alfaias agrícolas e outros utensílios da agricultura da zona campaniça, sendo igualmente utilizado como local de exposições temporárias. O segundo destina-se a exposições de tipologia semi-permanente, e alberga uma oficina do ferreiro, o espólio do último abegão em Castro Verde, e miniaturas de alfaias agrícolas. O último espaço, conhecido como Núcleo da Oralidade, é dedicado ao património imaterial da região, com destaque para a histórica Feira de Castro e a Viola campaniça.
Conta com três núcleos museológicos em aldeias no concelho de Castro Verde: o Pólo da Tecelagem, em Lombador, que também se dedica ao estudo da pecuária, das espécies de gado autóctones e da transumância, o Núcleo Museológico de Almeirim A Minha Escola, centrado na história da instrução escolar no concelho de Castro Verde, e o Núcleo Museológico dos Aivados Aldeia Comunitária, onde se explica a história daquela povoação e da Estação Ferroviária de Ourique.

## História
O estudo prévio para a transformação da Casa da Leda no Núcleo da Oralidade foi aprovado pelas reuniões de 16 de Maio do executivo da Câmara Municipal de Castro Verde, e de 21 de Maio de 2007 da Junta de Freguesia de Entradas. Este programa incluía a remodelação do antigo edifício e a construção de um anexo, que iria ser utilizado em exposições temporárias e semi-permanentes. A elaboração do plano para o museu ficou a cargo da empresa Arte Tectónica, de Lisboa, com a coordenação de João Cassiano Santos. A empreitada foi entregue à empresa Construções Pastilha & Pastilha, por cerca de 270 mil Euros, tendo os trabalhos começado nos finais de 2008. Ao mesmo tempo, iniciou-se uma intervenção de restauro numa debulhadora fixa dos princípios do Século XX, de origem britânica, que iria fazer parte de uma exposição semi-permanente no museu. Também nessa altura já tinha sido concluída a elaboração do Programa Base e Estudo Prévio do Pavilhão de Reservas do Museu da Ruralidade, que iria ficar situado junto ao Pavilhão da Junta de Freguesia, em Entradas, e que iria colaborar nas intervenções de restauro e reabilitação do acervo etnográfico e etnológico do museu. Estava igualmente a decorrer um programa de recolha do património imaterial da região, que incluiu a realização, por parte dos alunos do Curso de Multimédia da Escola Secundária de Castro Verde, de vários pequenos documentários sobre a cultura do concelho, que iriam fazer parte da base de dados do museu. Embora a abertura do museu tenha sido originalmente prevista em 2009, o Núcleo da Oralidade só foi inaugurado em 29 de Julho de 2011. A abertura deste museu esteve integrada no programa municipal Operação Integrada de Requalificação do Centro Histórico de Entradas, elaborado pela arquitecta Inês Palma, e que também previa outras intervenções na vila, incluindo a requalificação da Praça Zeca Afonso, a reinstalação do Pelourinho, a remodelação da zona envolvente à Igreja Matriz, o reaproveitamento do antigo hospital para uma biblioteca, e a remodelação da Igreja de Nossa Senhora da Esperança.
Entretanto, em 2010 já se planeava a reconversão da antiga escola primária de Almeirim para o núcleo museológico, de forma a apresentar uma reconstrução do ambiente escolar tradicional, para a qual estava prevista uma recolha de várias peças antigas, como documentos e livros, junto da população. Ao mesmo tempo, também estava a ser preparada a instalação do Centro Documental da Comunidade dos Aivados, num edifício cedido pela Associação de Moradores, que iria servir para preservar a história e as tradições daquela aldeia. Naquela altura, a autarquia já tinha adquirido um pavilhão em Entradas, que iria servir para acolher provisoriamente o espólio para o futuro Museu da Ruralidade. A antiga Escola Primária de Almeirim foi inaugurada no ano lectivo de 1959 a 1960, tendo inicialmente mais de quarenta alunos. e foi encerrada em 2006, quando já só era utilizada por quatro crianças.
Em Janeiro de 2014, foi aberto ao público o pólo de Almeirim, no âmbito de uma reunião da Rede de Museus do Distrito de Beja, em Castro Verde. Em 24 de Janeiro de 2015, foi inaugurado o núcleo museológico na aldeia de Aivados. Em Fevereiro desse ano, o Museu da Ruralidade foi o local escolhido pelos compositores Rui Santana e Filipe Pilar para a apresentação ao vivo da banda sonora original Bailado Rural. Em 18 de Dezembro de 2016, abriu o Pólo da Tecelagem, na antiga Escola Primária do Lombador. Em Janeiro de 2020, o Museu organizou a exposição Campos do Baixo Alentejo, no Museu Municipal de Vidigueira. Entre Janeiro e Fevereiro de 2021, albergou a exposição Entradas: A sua História e o seu Património, baseada na monografia Vila de Entradas, Breves Notas de História e Antologia, escrita por Joaquim de Brito Nobre e João Rodrigues Lobato. Em Março desse ano, editou três livros infantis, da autoria de Constantino Piçarra, com ilustrações de Joaquim Rosa: O Mistério da Casa da Tia Prudência, Uma Viagem no Tempo e À Descoberta do Tesouro, relativos correspondentemente à indústria da lã, à instrução escolar durante o período ditatorial do Estado Novo, e à aldeia de Aivados.